# Elezioni comunali in Piemonte del 2020
Le elezioni comunali in Piemonte del 2020 si sono tenute il 20 e 21 settembre (con ballottaggio il 4 e 5 ottobre). 

## Riepilogo Sindaci Eletti
| Provincia     | Comune  | Sindaco uscente | Sindaco uscente       | Sindaco eletto | Sindaco eletto        | Primo turno | Primo turno          | Secondo turno | Secondo turno | Seggi   |       |       |         |
| ------------- | ------- | --------------- | --------------------- | -------------- | --------------------- | ----------- | -------------------- | ------------- | ------------- | ------- | ----- | ----- | ------- |
| Provincia     | Comune  | Torino          | Alpignano             |                | Andrea Oliva (Ind.)   |             | Steven Palmieri (PD) | 3.335         | 40,16         | Seggi   | 3.819 | 69,31 | 10 / 16 |
| Moncalieri    |         | Torino          | Paolo Montagna (PD)   |                | Paolo Montagna (PD)   | 18.059      | 65,10                | _             | _             | 16 / 24 |       |       |         |
| Venaria Reale |         | Torino          | Laura Ferraris (CP)   |                | Fabio Giulivi (Ind.)  | 7.330       | 41,81                | 6.757         | 50,86         | 15 / 24 |       |       |         |
| Alessandria   | Valenza |                 | Gianluca Barbero (PD) |                | Maurizio Oddone (LSP) | 4.054       | 43,64                | 3.999         | 50,14         | 10 / 16 |       |       |         |

## Alessandria

### Valenza
| Candidati                     | Candidati                  | II turno             | II turno             | I turno | I turno | Liste                      | Voti  | %     | Seggi |
| Candidati                     | Candidati                  | Voti                 | %                    | Voti    | %       | Liste                      | Voti  | %     | Seggi |
| ----------------------------- | -------------------------- | -------------------- | -------------------- | ------- | ------- | -------------------------- | ----- | ----- | ----- |
|                               | Maurizio Oddone ✔️ Sindaco | 3 999                | 50,14                | 4 054   | 43,64   | Lega                       | 2 262 | 25,92 | 6     |
| Fratelli d'Italia             | Maurizio Oddone ✔️ Sindaco | 3 999                | 50,14                | 4 054   | 43,64   | 879                        | 10,07 | 2     |       |
| Forza Italia                  | Maurizio Oddone ✔️ Sindaco | 3 999                | 50,14                | 4 054   | 43,64   | 801                        | 9,18  | 2     |       |
|                               | Luca Ballerini             | 3 976                | 49,86                | 4 067   | 43,78   | Partito Democratico        | 1 935 | 22,17 | 3     |
| Valenza Futura                | Luca Ballerini             | 3 976                | 49,86                | 4 067   | 43,78   | 991                        | 11,36 | 1     |       |
| Valenza Bene Comune           | Luca Ballerini             | 3 976                | 49,86                | 4 067   | 43,78   | 551                        | 6,31  | –     |       |
| Italia Viva                   | Luca Ballerini             | 3 976                | 49,86                | 4 067   | 43,78   | 255                        | 2,92  | –     |       |
| Seggio di coalizione          | Seggio di coalizione       | Seggio di coalizione | 49,86                | 4 067   | 43,78   | 1                          |       |       |       |
|                               | Alessandro Deangelis       | Alessandro Deangelis | Alessandro Deangelis | 1 124   | 12,10   | Lista Alessandro Deangelis | 820   | 9,40  | –     |
| La Città che Vogliamo         | Alessandro Deangelis       | Alessandro Deangelis | Alessandro Deangelis | 1 124   | 12,10   | 206                        | 2,36  | –     |       |
| Seggio di coalizione          | Seggio di coalizione       | Seggio di coalizione | Alessandro Deangelis | 1 124   | 12,10   | 1                          |       |       |       |
|                               | Pierluigi Giordano         | Pierluigi Giordano   | Pierluigi Giordano   | 44      | 0,47    | Italexit                   | 27    | 0,31  | –     |
| Totale                        | Totale                     | 7 975                | 100                  | 9 289   | 100     |                            | 8 727 | 100   | 16    |
|                               |                            |                      |                      |         |         |                            |       |       |       |
| Fonte: Ministero dell'interno |                            |                      |                      |         |         |                            |       |       |       |

## Torino

### Alpignano
| Candidati                     | Candidati                  | II turno             | II turno       | I turno | I turno | Liste                             | Voti  | %     | Seggi |
| Candidati                     | Candidati                  | Voti                 | %              | Voti    | %       | Liste                             | Voti  | %     | Seggi |
| ----------------------------- | -------------------------- | -------------------- | -------------- | ------- | ------- | --------------------------------- | ----- | ----- | ----- |
|                               | Steven Palmieri ✔️ Sindaco | 3 819                | 69,31          | 3 335   | 40,16   | Alpignano Ecologica               | 1 113 | 15,98 | 4     |
| Alpignano Solidale            | Steven Palmieri ✔️ Sindaco | 3 819                | 69,31          | 3 335   | 40,16   | 780                               | 11,20 | 3     |       |
| Alpignano Futura              | Steven Palmieri ✔️ Sindaco | 3 819                | 69,31          | 3 335   | 40,16   | 670                               | 9,62  | 3     |       |
|                               | Andrea Oliva               | 1 691                | 30,69          | 1 557   | 18,75   | Obiettivo Alpignano               | 1 422 | 20,42 | 1     |
| Seggio di coalizione          | Seggio di coalizione       | Seggio di coalizione | 30,69          | 1 557   | 18,75   | 1                                 |       |       |       |
|                               | Davide Martino             | Davide Martino       | Davide Martino | 1 305   | 15,72   | Martino Sindaco (Lega - FdI - FI) | 999   | 14,35 | 1     |
| Centro Indipendente           | Davide Martino             | Davide Martino       | Davide Martino | 1 305   | 15,72   | 216                               | 3,10  | –     |       |
| Seggio di coalizione          | Seggio di coalizione       | Seggio di coalizione | Davide Martino | 1 305   | 15,72   | 1                                 |       |       |       |
|                               | Renato Mazza               | Renato Mazza         | Renato Mazza   | 1 069   | 12,87   | Articolo Uno                      | 1 021 | 14,66 | –     |
| Seggio di coalizione          | Seggio di coalizione       | Seggio di coalizione | Renato Mazza   | 1 069   | 12,87   | 1                                 |       |       |       |
|                               | Linda Genre                | Linda Genre          | Linda Genre    | 1 038   | 12,50   | AlpignAmo                         | 558   | 8,01  | –     |
| Cittadini Alpignano           | Linda Genre                | Linda Genre          | Linda Genre    | 1 038   | 12,50   | 184                               | 2,64  | –     |       |
| Seggio di coalizione          | Seggio di coalizione       | Seggio di coalizione | Linda Genre    | 1 038   | 12,50   | 1                                 |       |       |       |
| Totale                        | Totale                     | 5 510                | 100            | 8 304   | 100     |                                   | 6 963 | 100   | 16    |
|                               |                            |                      |                |         |         |                                   |       |       |       |
| Fonte: Ministero dell'interno |                            |                      |                |         |         |                                   |       |       |       |

### Moncalieri
|                               | Paolo Montagna ✔️ Sindaco  | 18 059               | 65,10 | Partito Democratico | 10 049 | 40,56 | 12 |  |  |
| Montagna Sindaco              | Paolo Montagna ✔️ Sindaco  | 18 059               | 65,10 | 3 065               | 12,37  | 3     |    |  |  |
| +Moncalieri                   | Paolo Montagna ✔️ Sindaco  | 18 059               | 65,10 | 1 611               | 6,50   | 1     |    |  |  |
| Europa Verde                  | Paolo Montagna ✔️ Sindaco  | 18 059               | 65,10 | 453                 | 1,83   | –     |    |  |  |
| Moncalieri Coraggiosa         | Paolo Montagna ✔️ Sindaco  | 18 059               | 65,10 | 329                 | 1,33   | –     |    |  |  |
| Demos                         | Paolo Montagna ✔️ Sindaco  | 18 059               | 65,10 | 278                 | 1,12   | –     |    |  |  |
|                               | Pier Alessandro Bellagamba | 6 527                | 23,53 | Lega                | 2 657  | 10,72 | 3  |  |  |
| Fratelli d'Italia             | Pier Alessandro Bellagamba | 6 527                | 23,53 | 1 711               | 6,91   | 2     |    |  |  |
| Forza Italia                  | Pier Alessandro Bellagamba | 6 527                | 23,53 | 752                 | 3,04   | –     |    |  |  |
| Moncalieri di Tutti           | Pier Alessandro Bellagamba | 6 527                | 23,53 | 621                 | 2,51   | –     |    |  |  |
| Il Popolo della Famiglia      | Pier Alessandro Bellagamba | 6 527                | 23,53 | 145                 | 0,59   | –     |    |  |  |
| Democrazia Cristiana          | Pier Alessandro Bellagamba | 6 527                | 23,53 | 116                 | 0,47   | –     |    |  |  |
| Seggio di coalizione          | Seggio di coalizione       | Seggio di coalizione | 23,53 | 1                   |        |       |    |  |  |
|                               | Abelio Viscomi             | 1 418                | 5,11  | Moderati            | 1 420  | 5,73  | –  |  |  |
| Seggio di coalizione          | Seggio di coalizione       | Seggio di coalizione | 5,11  | 1                   |        |       |    |  |  |
|                               | Barbara Fassone            | 1 313                | 4,73  | Movimento 5 Stelle  | 1 194  | 4,82  | –  |  |  |
| Seggio di coalizione          | Seggio di coalizione       | Seggio di coalizione | 4,73  | 1                   |        |       |    |  |  |
|                               | Giancarlo Chiapello        | 425                  | 1,53  | Italia Popolare     | 374    | 1,51  | –  |  |  |
| Totale                        | Totale                     | 27 742               | 100   |                     | 24 775 | 100   | 24 |  |  |
|                               |                            |                      |       |                     |        |       |    |  |  |
| Fonte: Ministero dell'interno |                            |                      |       |                     |        |       |    |  |  |

### Venaria Reale
| Candidati                     | Candidati                | II turno              | II turno              | I turno | I turno | Liste               | Voti   | %     | Seggi |
| Candidati                     | Candidati                | Voti                  | %                     | Voti    | %       | Liste               | Voti   | %     | Seggi |
| ----------------------------- | ------------------------ | --------------------- | --------------------- | ------- | ------- | ------------------- | ------ | ----- | ----- |
|                               | Fabio Giulivi ✔️ Sindaco | 6 757                 | 50,86                 | 7 330   | 41,81   | Lega                | 2 495  | 15,06 | 6     |
| Venaria Riparte               | Fabio Giulivi ✔️ Sindaco | 6 757                 | 50,86                 | 7 330   | 41,81   | 2 050               | 12,37  | 5     |       |
| Fratelli d'Italia             | Fabio Giulivi ✔️ Sindaco | 6 757                 | 50,86                 | 7 330   | 41,81   | 1 068               | 6,44   | 2     |       |
| Forza Italia                  | Fabio Giulivi ✔️ Sindaco | 6 757                 | 50,86                 | 7 330   | 41,81   | 696                 | 4,20   | 1     |       |
| Unione di Centro              | Fabio Giulivi ✔️ Sindaco | 6 757                 | 50,86                 | 7 330   | 41,81   | 641                 | 3,87   | 1     |       |
|                               | Rossana Schillaci        | 6 528                 | 49,14                 | 5 674   | 32,37   | Partito Democratico | 3 205  | 19,34 | 4     |
| Moderati                      | Rossana Schillaci        | 6 528                 | 49,14                 | 5 674   | 32,37   | 740                 | 4,47   | –     |       |
| Europa Verde - Demos          | Rossana Schillaci        | 6 528                 | 49,14                 | 5 674   | 32,37   | 424                 | 2,56   | –     |       |
| PSI - Italia Viva             | Rossana Schillaci        | 6 528                 | 49,14                 | 5 674   | 32,37   | 416                 | 2,51   | –     |       |
| Venaria Coraggiosa            | Rossana Schillaci        | 6 528                 | 49,14                 | 5 674   | 32,37   | 323                 | 1,95   | –     |       |
| Venaria Punto e a Capo        | Rossana Schillaci        | 6 528                 | 49,14                 | 5 674   | 32,37   | 313                 | 1,89   | –     |       |
| Seggio di coalizione          | Seggio di coalizione     | Seggio di coalizione  | 49,14                 | 5 674   | 32,37   | 1                   |        |       |       |
|                               | Alessandro Brescia       | Alessandro Brescia    | Alessandro Brescia    | 3 295   | 18,80   | Uniti per Cambiare  | 1 234  | 7,45  | 1     |
| Per Venaria Insieme Capogna   | Alessandro Brescia       | Alessandro Brescia    | Alessandro Brescia    | 3 295   | 18,80   | 1 097               | 6,62   | 1     |       |
| Sinistra Civica               | Alessandro Brescia       | Alessandro Brescia    | Alessandro Brescia    | 3 295   | 18,80   | 652                 | 3,93   | –     |       |
| Seggio di coalizione          | Seggio di coalizione     | Seggio di coalizione  | Alessandro Brescia    | 3 295   | 18,80   | 1                   |        |       |       |
|                               | Gioacchino Barcellona    | Gioacchino Barcellona | Gioacchino Barcellona | 1 232   | 7,03    | Movimento 5 Stelle  | 1 217  | 7,34  | –     |
| Seggio di coalizione          | Seggio di coalizione     | Seggio di coalizione  | Gioacchino Barcellona | 1 232   | 7,03    | 1                   |        |       |       |
| Totale                        | Totale                   | 13 285                | 100                   | 17 531  | 100     |                     | 16 571 | 100   | 24    |
|                               |                          |                       |                       |         |         |                     |        |       |       |
| Fonte: Ministero dell'interno |                          |                       |                       |         |         |                     |        |       |       |